# Fran Marshall
Pour les articles homonymes, voir Marshall.
Fran Marshall, née Fran Hook le 12 mai 1930 au Kenya et morte en 2011, est une joueuse de squash représentant le Kenya. Elle remporte le British Open en 1961. Elle est la dernière joueuse à avoir battu la légende du squash Heather McKay vainqueur ensuite du British Open à seize reprises de 1962 à 1976.

## Biographie
Fran Marshall naît et grandit au Kenya où ses parents tiennent un hôtel depuis 1920. Le squash est son premier sport à l'âge de 17 ans et elle est championne du Kenya en 1950. Elle est championne du Kenya en tennis en 1955 et 1956 et participe quatre fois au tableau final de Wimbledon (1957-1960). Elle fait partie de l'équipe du Kenya au championnat du monde par équipes 1981.
Elle remporte le British Open en 1961, en battant Ruth Turner en finale en trois sets secs 9–3, 9–5, 9–1. Elle est aussi finaliste en 1960, 1962, 1963, 1964 et 1969.
Après son mariage en 1953 avec son mari qui était major dans la British Army, elle séjourne en Angleterre retournant au Kenya en 1954 où sa fille Eleonor nait en 1955. « Je n'oublierai jamais notre mariage. Tous les invités y ont assisté en étant armés ». À l'époque, le Kenya vivait la révolte des Mau Mau.
Elle s'installe définitivement en Angleterre en 1957.

## Palmarès

### Titres
- British Open : 1961

### Finales
- British Open : 5 finales (1960, 1962, 1963, 1964, 1969)